# 온타리오 국제공항

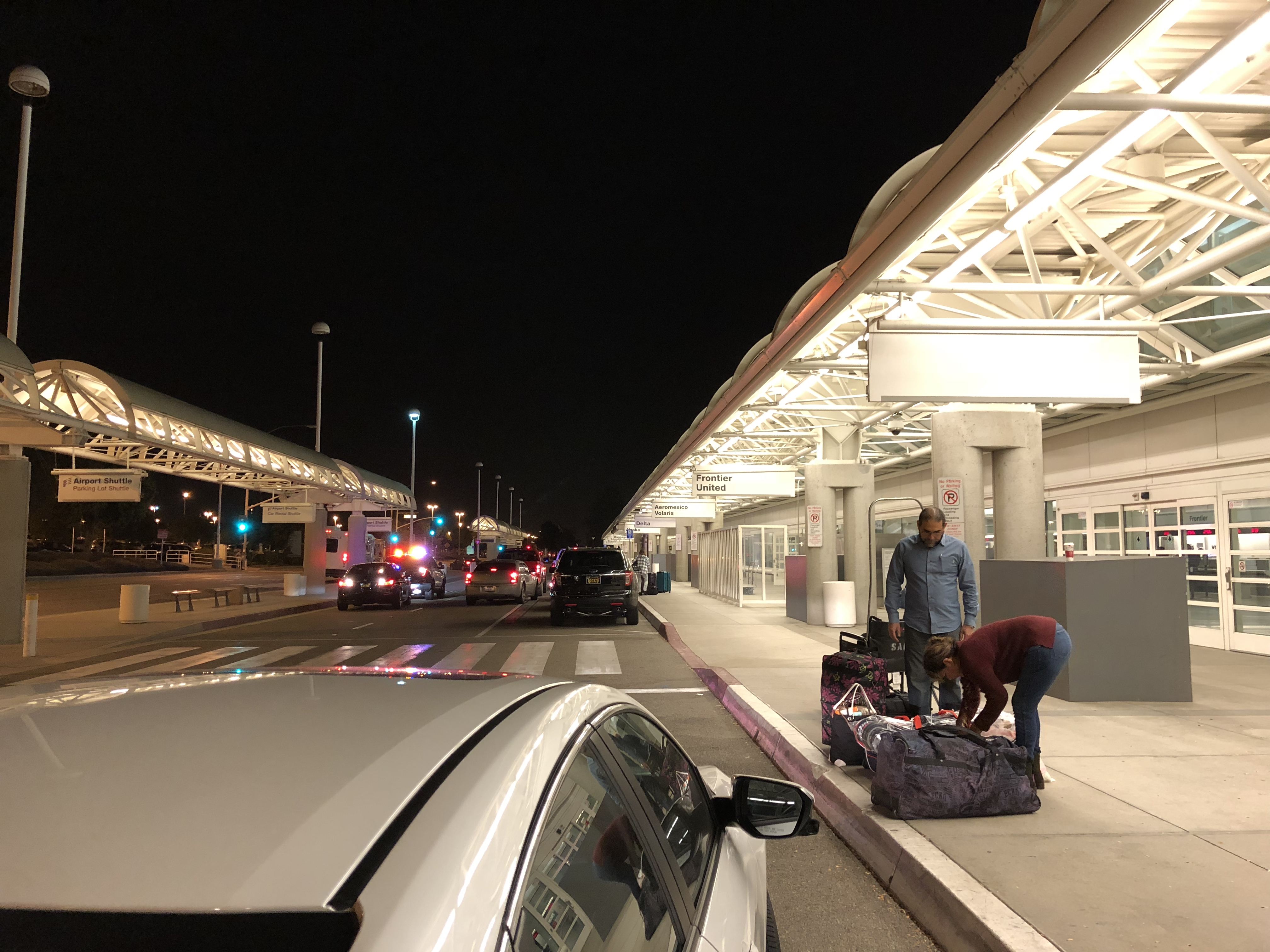

온타리오 국제공항(Ontario International Airport, IATA: ONT, ICAO: KONT, FAA LID: ONT)은 캘리포니아주 샌버너디노 군에 있는, 다운타운 온타리오에서 동쪽으로 2마일 거리에 위치한 공항으로, 다운타운 로스앤젤레스에서 동쪽으로 약 61km, 다운타운 샌버너디노에서 서쪽으로 37km 떨어져 있다. 온타리오시와 샌버너디노군이 공동 소유, 운영하고 있다.
2007년에는 720만 명, 2014년에는 410만 명, 2015년에는 420만 명, 2018년에는 510만 명의 승객을 관리했다.
2018년, 사우스웨스트 항공은 출발 승객 중 약 57%를 수용했다.
로스앤젤레스 광역 동부권을 담당하며, 국내선 위주로 운항해 오다가 2018년에 대만의 중화항공이 타이베이행을 취항하면서 동북아시아방면 노선이 열렸다.